# Pauli Murray

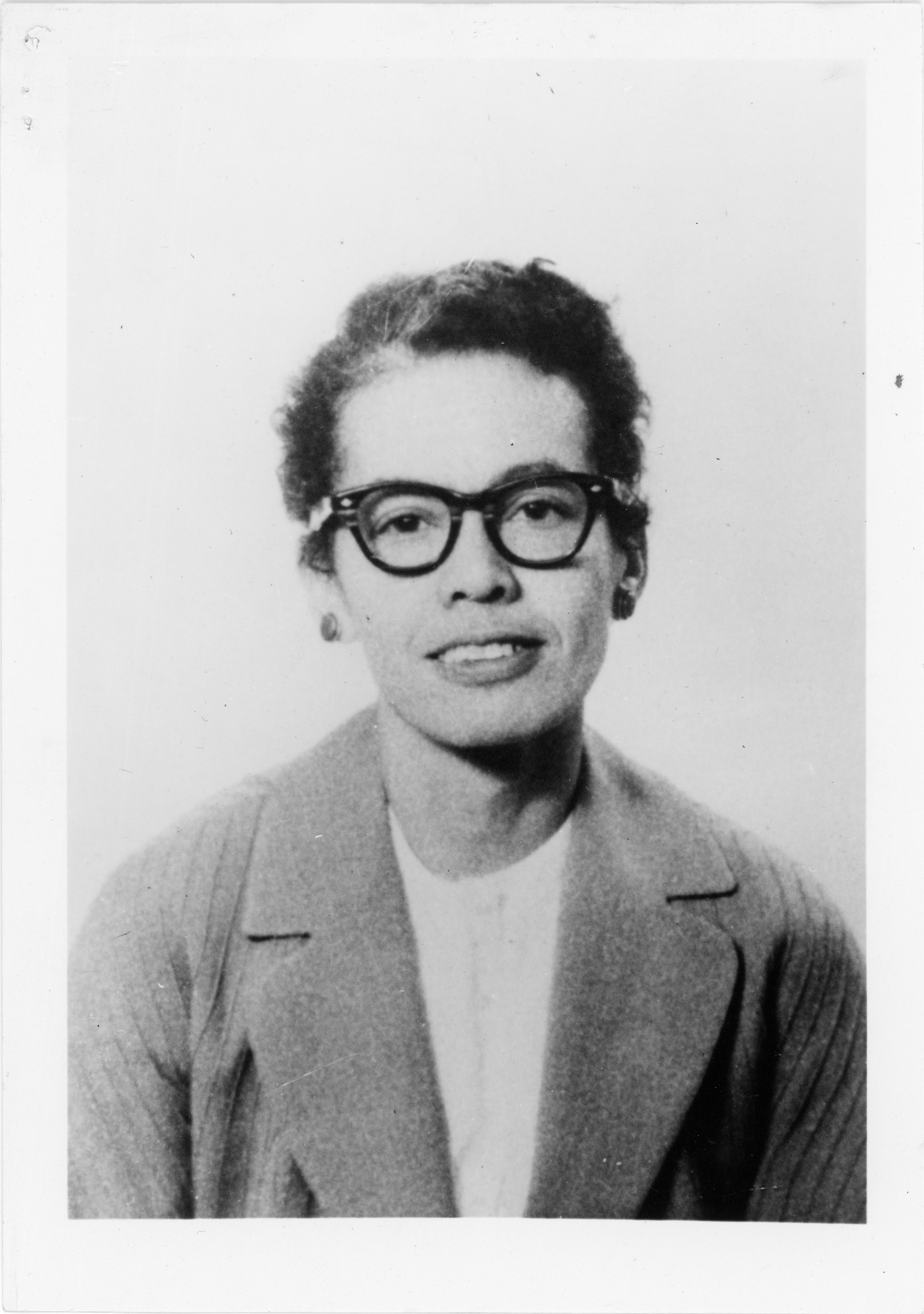
Pauli Murray

Pauli Murray (Baltimora, 20 novembre 1910 – Pittsburgh, 1º luglio 1985) è stata un'attivista, avvocata e presbitera episcopaliana statunitense nota per il suo impegno contro la discriminazione razziale e sessuale.

## Biografia

### Infanzia e gioventù
Pauli Murray nacque a Baltimora, Maryland il 20 novembre 1910 in una famiglia afroamericana benestante. Suo padre, William Murray, era un insegnante e sua madre, Agnes Fitzgerald, un'infermiera. Quando Pauli era ancora una bambina, sua madre morì di emorragia cerebrale e il padre fu ricoverato in un ospedale psichiatrico e successivamente ucciso da una guardia. Pauli venne quindi adottata dalla zia Pauline Fitzgerald Dame, che viveva a Durham (Carolina del Nord).

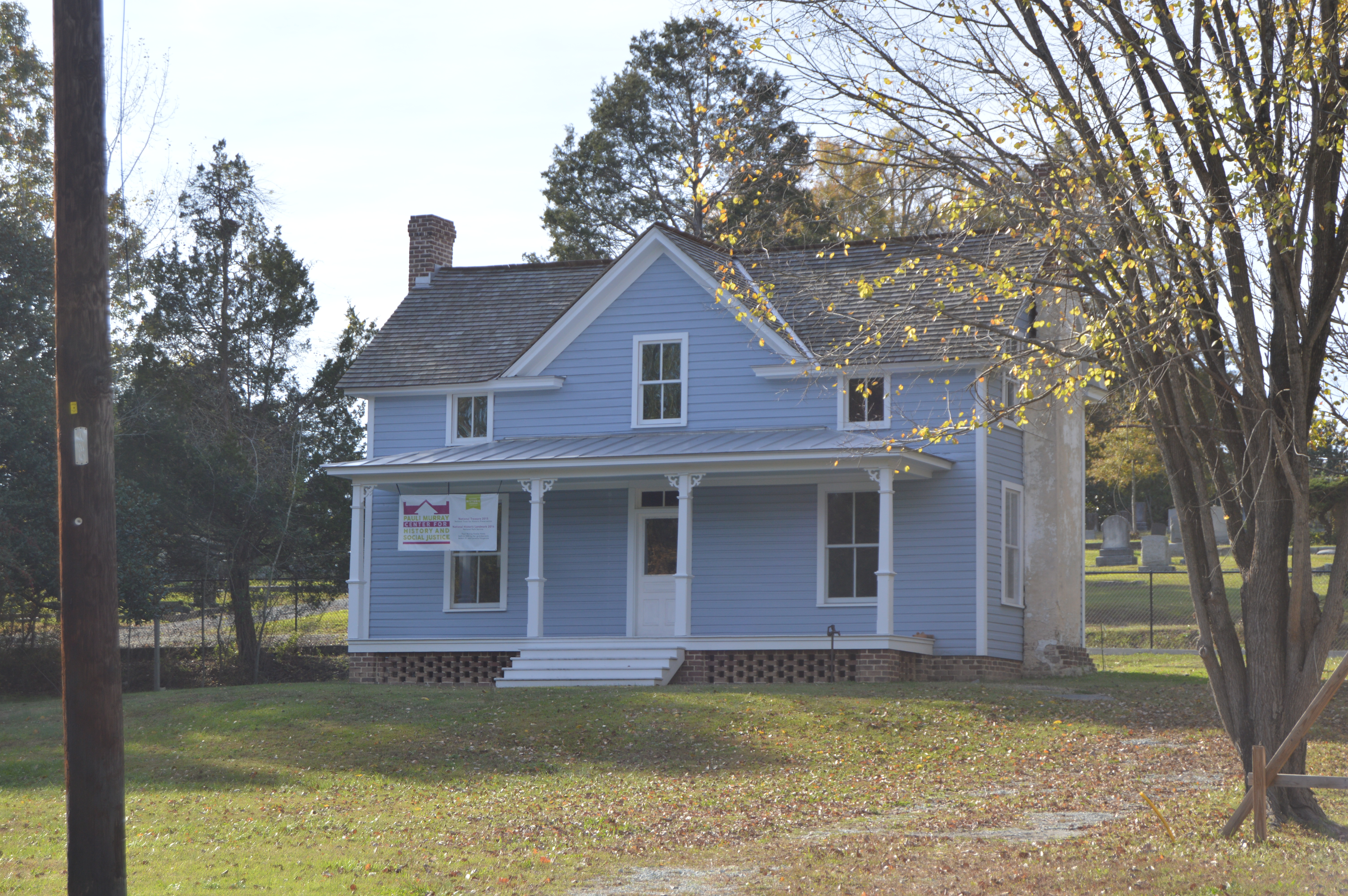
La casa di Pauli Murray, situata in 906 Carroll Street a Durham, North Carolina, Stati Uniti. Costruita nel 1898, è stata designata monumento storico nazionale.

A Durham, Murray visse in una comunità afroamericana unita e protettiva, ma ebbe difficoltà ad adattarsi alle rigidità della scuola pubblica segregata. La zia Pauline era un'insegnante ed ebbe un'importante influenza su di lei: la iscrisse a scuola e la incoraggiò subito a esprimersi liberamente. Nonostante le difficoltà, Pauli mostrò fin dall'infanzia una spiccata intelligenza e curiosità, sviluppando un forte interesse per la giustizia sociale e i diritti civili.

### Formazione e attività professionale
Dopo aver conseguito il diploma di scuola superiore alla Hillside High school, Murray ottenne un altro diploma di scuola superiore dalla Richmond Hills High School di New York nel 1927 per soddisfare i requisiti di ammissione all'Hunter College. Venne accettata e si laureò nel 1933 in letteratura inglese. Nel 1938 tentò di ottenere l'ammissione presso l'Università della Carolina del Nord a Chapel Hill, nel 1938 e iniziò una campagna per riuscire ad entrare, ma venne comunque respinta a causa delle politiche segregazioniste. La NAACP la sostenne nella sfida alle politiche segregazioniste dell'università ma decise poi di non portare avanti il caso. Nonostante questa mancanza di sostegno, la campagna ricevette pubblicità nazionale. Durante la campagna, Murray sviluppò un'amicizia e una corrispondenza durata tutta la vita con la first lady dell'epoca, Eleanor Roosevelt.
 

Dopo essere stata respinta da Chapel Hill, nel 1940 Pauli Murray si unì alla Fellowship of Reconciliation dove lavorò per porre fine alla segregazione sui trasporti pubblici. Nel 1941 riuscì ad entrare alla Howard Law School, una delle poche facoltà di giurisprudenza degli Stati Uniti che accettava studenti afroamericani, con l'intento di diventare avvocata per i diritti civili. Dopo la laurea, iniziò a lavorare per l'American Civil Liberties Union (ACLU) e scrisse molti documenti legali importanti che furono utilizzati in cause riguardanti la discriminazione razziale e di genere. 

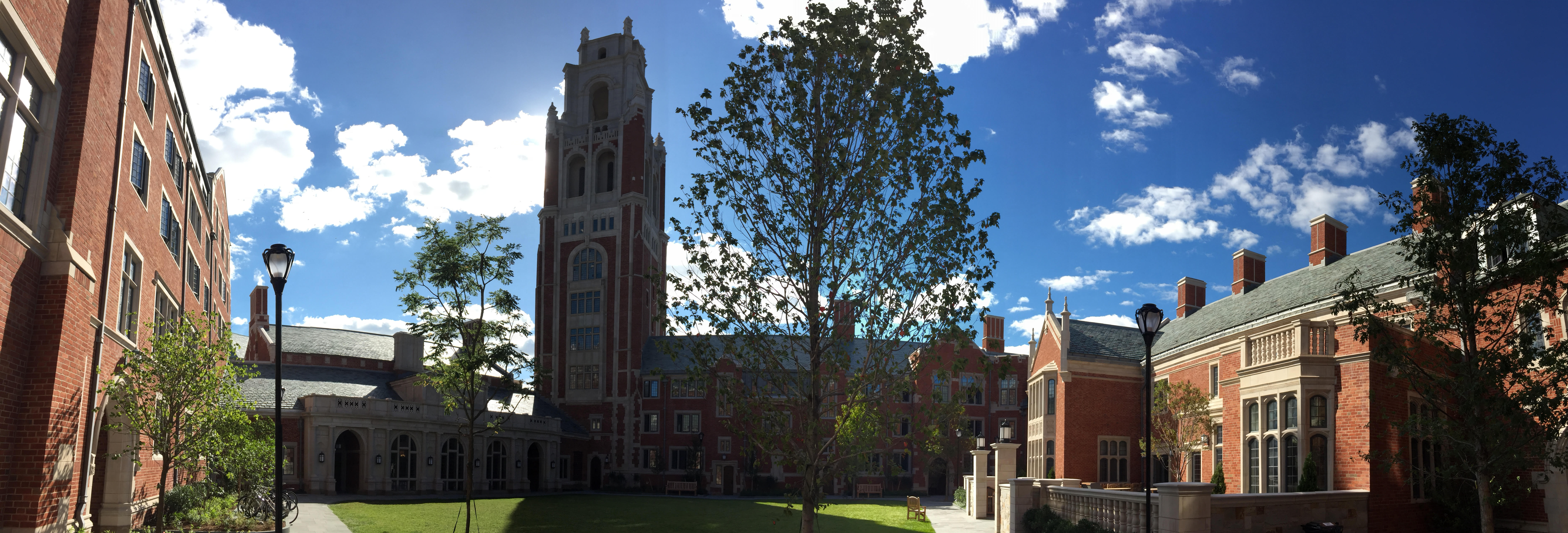
Yale College

Nel 1960 si recò in Ghana per esplorare le proprie radici culturali africane e per insegnare legge. Al ritorno si iscrisse alla Yale Law School dove studiò per la laurea JSD (Doctor of the Science of Law). Fu la prima afroamericana a ricevere questa laurea da Yale. La sua tesi era intitolata Roots of the Racial Crisis: Prologue to Policy.

### Ultimi anni e morte
Negli ultimi anni della sua vita, Murray venne nominata da Jimmy Carter membro del National Council on Women's Rights ("Consiglio nazionale per i diritti delle donne"), ma successivamente ne prese le distanze poiché riteneva che l'organizzazione non affrontasse in modo appropriato le questioni delle donne nere e della classe operaia. Dal 1968 al 1973 insegnò studi americani alla Brandeis University. Nel 1973, dopo la morte della sua compagna di lunga data Irene Barlow, lasciò la sua posizione di ruolo per diventare candidata all'ordinazione al General Theological Seminary. Nel 1977 diventa la prima donna afroamericana a essere ordinata sacerdote episcopale. Celebrò la sua prima messa nella stessa cappella, la Cappella della Croce di Chapel Hill, dove sua nonna, una schiava, era stata battezzata. 
Durante la sua attività sacerdotale, Murray contribuì allo sviluppo di una teologia femminista, un sistema di idee religiose che riconsidera e rivede la tradizione, le pratiche, le scritture e l'interpretazione biblica con una prospettiva particolare per emancipare e liberare le donne afroamericane in America. 
Murray fu costretta, secondo i criteri della Chiesa episcopale, a richiedere il pensionamento all'età di 72 anni. Morì di cancro due anni dopo, il 1º luglio 1985, a Pittsburgh, all'età di 74 anni.

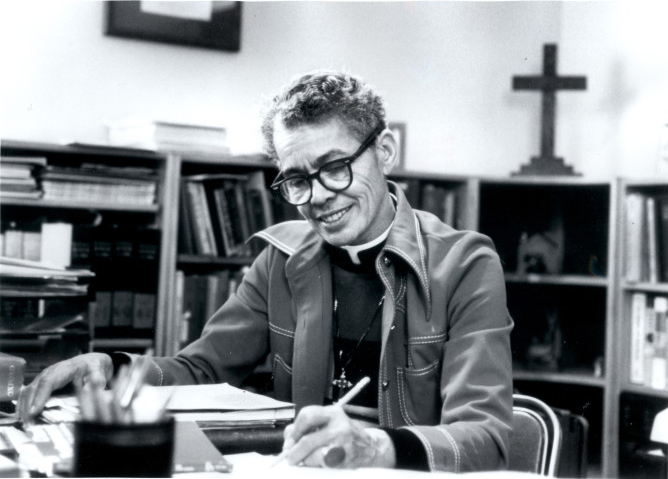

## Attivismo

### Attivismo per i diritti delle donne
Pauli Murray è stata una figura di spicco nel movimento per i diritti delle donne negli Stati Uniti. Si riconosceva come femminista fin dagli anni trenta, quando cominciò ad interessarsi all'uguaglianza di genere durante i suoi studi universitari all'Hunter College. Durante la sua carriera come avvocato e attivista, lottò per l'uguaglianza delle donne di fronte alla legge e per la fine della discriminazione sessuale in tutti i settori della società.
Negli anni sessanta e settanta scrisse articoli e saggi sul ruolo delle donne nella società e sulla necessità di una maggiore partecipazione femminile nella politica e nella vita pubblica. Nel 1961 John F. Kennedy la inserì nella Commissione presidenziale sulla condizione delle donne, sui diritti civili e politici. Murray lavorò con Asa Philip Randolph, Bayard Rustin e Martin Luther King Jr. sui diritti civili prima dell'approvazione nel 1964 della legge sui diritti civili negli Stati Uniti. 
Murray è co-autrice dell'articolo Jane Crow and the Law: Sex discrimination and Title VII, che traccia un parallelismo tra la discriminazione basata sul sesso e le leggi di Jim Crow. Nel 1966, Murray insieme a Betty Friedan e ad altri fondò la National Organization for Women (NOW), un'organizzazione che si batteva per l'uguaglianza di genere e la fine della discriminazione sessuale.
Nel 1971, Murray scrisse il libro Towards a Female Liberation Movement, in cui criticava la misoginia nel movimento per i diritti civili e sottolineava l'importanza di una lotta specifica per i diritti delle donne.
Murray nel 1977 fu una delle prime donne afroamericane a essere ordinata sacerdote della Chiesa episcopale, un atto che rappresentò una sfida al patriarcato e al razzismo all'interno della Chiesa. 
L'attivismo di Pauli Murray per i diritti delle donne fu una parte fondamentale del suo lavoro per la giustizia sociale e continuò fino alla fine della sua vita. Murray è quindi ricordata come una figura importante nella lotta per l'uguaglianza di genere e un'ispirazione per le donne e le minoranze in cerca di giustizia sociale.

### Attivismo contro la discriminazione razziale
Pauli Murray è stata una figura chiave anche nella lotta per i diritti civili degli afroamericani negli Stati Uniti.
Fin da giovane, fu esposta alla discriminazione razziale e all'oppressione a causa della sua identità di genere e della sua etnia. Durante gli anni quaranta e cinquanta, fece parte di una serie di organizzazioni per i diritti civili, tra cui la  NAACP. In questo periodo, si batté per l'abolizione della segregazione razziale nelle scuole, nelle case e nei luoghi di lavoro. Murray venne anche nominata "Merit Award Winner" dalla rivista Mademoiselle per il suo lavoro legale contro la discriminazione razziale e di genere. 
Murray fu coinvolta in una serie di casi legali. Durante un seminario sui diritti civili presentò un'idea rivoluzionaria ma ben supportata per rovesciare Plessy v. Ferguson (1896), un caso della Corte Suprema che aveva stabilito la costituzionalità della segregazione. Murray sostenne che la segregazione violava la clausola di parità del quattordicesimo emendamento della costituzione degli Stati Uniti, che implica "il diritto di non essere messo da parte o contrassegnato con un distintivo di inferiorità". Per la sua tesi finale, Murray scrisse un documento che elaborava questa strategia. In seguito, questa strategia fu fondamentale in diverse sentenze, tra cui Brown v. Board of Education, il celebre caso del 1954 che stabilì l'illegalità della segregazione nelle scuole pubbliche. Murray contribuì alla stesura dell'argomentazione per il caso, anche se il suo lavoro non fu citato dalla Corte Suprema degli Stati Uniti.

### Attivismo per la comunità LGBTQ+
Nella corrispondenza con i membri della famiglia, Murray si descriveva come una personalità "lui/lei".  Per anni richiese, senza successo, iniezioni di testosterone, terapia ormonale e interventi esplorativi per indagare sui propri organi riproduttivi, ritenendo di poter essere intersex. Più tardi in riviste, saggi, lettere e opere autobiografiche, Murray si identificava con pronomi femminili e si auto-descriveva come una donna. Pauli Murray era anche apertamente queer. Indossava pantaloni e parlava apertamente delle sue relazioni con le donne. Era anche aperta riguardo alla sua non conformità di genere, che la faceva apparire come una figura di genere maschile. 
Durante quel periodo, essere apertamente queer negli Stati Uniti rappresentava un'azione illegale e pericolosa. L'omofobia e la transfobia erano atteggiamenti abbondantemente diffusi e le politiche federali e statali hanno probabilmente limitato la capacità di Pauli Murray di esplorare pubblicamente e a fondo il suo genere.
Diversi studiosi hanno esplorato i diari e gli scritti personali di Murray ed esaminato la relazione di Murray con il suo genere/i. Gli studiosi hanno usato pronomi quali "he/him/his" (Simmons-Thorne), pronomi "they/them/theirs" (Keaveney), pronomi "s/he" (Fisher) e pronomi "she/her/hers" (Rosenberg, Cooper, Drury).
Nonostante affrontasse queste tematiche apertamente, la vita di relazione di Pauli Murray è stata segnata da sfide e difficoltà enormi a causa del suo orientamento sessuale e della sua identità di genere non conforme. Ebbe due relazioni che la segnarono particolarmente. La prima, breve, fu con un consigliere che frequentò nel 1934. La seconda, con una donna di nome Irene Barlow, che incontrò nello studio legale Paul, Weiss, Rifkin, Wharton e Garrison. La relazione durò per diversi anni, ma la coppia non visse mai nella stessa casa. Solo occasionalmente le due vissero nella stessa città e Murray non lasciò alcuna corrispondenza. Racconta poco sulla relazione nelle sue memorie, e quando Irene Barlow stava morendo di un tumore al cervello nel 1973 la descrisse addirittura come la sua migliore amica.

## Opere

### Libri e articoli
Murray è stata l'autrice di due biografie. Proud Shoes: The Story of an American Family (1956) è una biografia dei suoi nonni materni e delle loro lotte contro i pregiudizi razziali. L'altra biografia è intitolata Song in a Weary Throat: An American Pilgrimage (1987). Entrambe hanno ricevuto il premio Lillian Smith Book Award e il premio Robert F. Kennedy Book Award.
Come studiosa del diritto, ha scritto The Constitution and Government of Ghana (1964), con Leslie Rubin, e States' Laws on Race and Color and Appendices (1951), che Thurgood Marshall, all'epoca consulente della NAACP e successivamente giudice della Corte Suprema, ha definito "la Bibbia per gli avvocati dei diritti civili". Ha pubblicato anche una famosa poesia sulle relazioni razziali, Dark Testament, nella rivista South Today. 
Pauli Murray era amica di scrittori della Harlem Renaissance, tra cui Langston Hughes e Countee Cullen, e i suoi articoli, poesie e un romanzo a puntate, Angel of the Desert, sono apparsi su giornali e antologie importanti. Ha pubblicato l'articolo Negroes are Fed Up sulla rivista Common Sense e un articolo sulla rivolta razziale di Harlem sul giornale socialista New York Call.

## Riconoscimenti postumi
Nel 2011 il Dipartimento degli Archivi e della Storia degli Stati Uniti ha installato in onore di Pauli Murray un marcatore storico sull'autostrada statale a 1⁄4 di miglio a nord dalla sua casa d'infanzia a Durham. 
Nel 2012 Pauli Murray è stata elevata allo status di santità con la sua inclusione nel Libro delle Sante Donne, Santi Uomini dalla Convenzione Generale della Chiesa Episcopale.